# Silent Hill: Play Novel
Silent Hill: Play Novel – adaptacja oryginalnej gry Silent Hill specjalnie na przenośną konsolę Game Boy Advance, gdzie rozgrywka została bardziej urozmaicona. Gra nigdy nie została wydana poza Japonią.

## Fabuła i rozgrywka
Fabuła przedstawia się tak samo jak w oryginale – Harry Mason wraz z córką Cheryl mają wypadek samochodowym, w którym Harry mdleje a córka znika. Główny bohater przechodzi po tych samych lokacjach (szkoła, szpital, Norman's motel) oraz spotyka te same postacie (Dahlia, Kaufmann, Lisa, Cybil). Dodatkowo został specjalnie stworzony scenariusz Cybil Bennett, który zostaje odblokowany po ukończeniu scenariusza Harry'ego. Dodatkową postacią, która nie pojawiła się w oryginale, jest chłopiec Andy – przyjaciel Cheryl. Całość rozgrywki polega wyborowi gracza, który sam decyduje, gdzie chce iść (gra daje dwie możliwości wyboru). Gracz ma możliwość zdobycia 32 „Digital Trading Cards”, które można zdobyć po ukończeniu wszystkich scenariuszy.